# Бревиарий
Бревиа́рий (лат. breviarium, от лат. brevis — «краткий») в Католической церкви — богослужебная книга, содержащая чинопоследования литургических часов (оффиция) согласно обряду Римской церкви. Бревиарий содержит только тексты молитв, в том числе и тексты молитвословных распевов (в средневековых бревиариях молитвы также нотировались). Аналогичная по функции богослужебная книга для мессы именуется миссалом.

## Исторический очерк
Первые бревиарии появились в XI—XII веках из нужды собрать воедино все необходимые для оффиция молитвословные тексты. Вначале в такие сборники входили только сокращённые тексты из различных священных книг (отсюда название). К XIII веку в бревиарий входили расписанная по дням недели и по суточным часам Псалтирь, другие выдержки из Библии, гомилии и парафразы Священного Писания Отцов Церкви, а также тексты песнопений (антифонов, респонсориев, гимнов). Нотированные бревиарии функционально и содержательно были родственны антифонариям.
Бревиарий был реформирован на Тридентском соборе и в 1568 году указом папы Пия V впервые издан как «Римский бревиарий» (Breviarium Romanum); отныне в бревиарий входили только тексты (без нот) всех (без каких-либо сокращений) необходимых молитв. Объём тридентского бревиария, поделённого на 4 сезонные части, стал огромным (хотя прежнее название, обещавшее краткость, сохранилось). Следующая значительная реформа бревиария (в основном, в сторону сокращения) была проведена папой Пием X в 1911 году. Наконец, Второй Ватиканский собор существенно изменил чинопоследование литургических часов. По результатам собора книга, утратившая прежнее название, была выпущена в 1971—1972 годах по-латыни под названием Liturgia horarum («Литургия часов»). Тем же собором были санкционированы (и вскоре изданы) новые бревиарии на современных национальных языках.

## Издания
- Breviarium Romanum. Roma, 1568;
- Дореформенный Бревиарий (1888). Осень
- Дореформенный Бревиарий (1888). Зима
- Дореформенный Бревиарий (1888). Весна
- Дореформенный Бревиарий (1888). Лето